# Sultanato do Négede

O Sultanato do Négede (em árabe: سلطنة نجد, Salṭanat Najd) foi um estado, hoje extinto, situado na região do Négede, planalto na Península Arábica, na atual Arábia Saudita. 
Em 1921, após ter-se Abdulaziz ibn Saud declarado Rei de um novo Reino da Arábia Saudita (o terceiro, e atual, estado saudita), Saud declarou-se também Sultão "do Négede e de suas dependências". Juntamente com o Hejaz, conquistado cinco anos depois (em 1926), o Sultanato do Négede foi oficialmente incorporado à Arábia Saudita.
No Négede fica a cidade de Riade, até hoje capital do Reino da Arábia Saudita.